# Recess (singel)
Recess – singel amerykańskiego muzyka Skrillexa promujący jego debiutancki album Recess, wydany 7 lipca 2014 roku. Został wyprodukowany wraz z muzykiem Kill the Noise, wokalu użyczyli Fatman Scoop & Michael Angelakos. 3 lipca została wydana w serwisie YouTube zapowiedź singla.

## Lista utworów
1. "Recess" (Milo and Otis Remix) (feat. Fatman Scoop & Michael Angelakos) - 4:55
2. "Recess" (Valentino Khan Remix) (feat. Fatman Scoop & Michael Angelakos) - 3:33
3. "Recess" (Ape Drums Remix) (feat. Fatman Scoop & Michael Angelakos) - 4:19
4. "Recess" (Flux Pavilion Remix) (feat. Fatman Scoop & Michael Angelakos) - 3:47